# Лоза (Вологодская область)
Лоза — деревня в Вытегорском районе Вологодской области.

## Общие сведения
Входит в состав Анненского сельского поселения, с точки зрения административно-территориального деления — в Анненский сельсовет.
Расположена на берегу Ковжского озера, на трассе А119. Расстояние по автодороге до районного центра Вытегры — 60 км, до центра муниципального образования села Анненский Мост — 12 км. Ближайшие населённые пункты — Кябелово, Рюмино, Якшино.

## Интересные факты
Крестьянин деревни Лоза Давыдов Степан Иванович (?—1915), герой Первой мировой войны, младший унтер-офицер, был награждён военным орденом Святого Георгия 4-й степени. Убит в бою.

## Население
По данным переписи в 2002 году постоянного населения не было.